# Genius

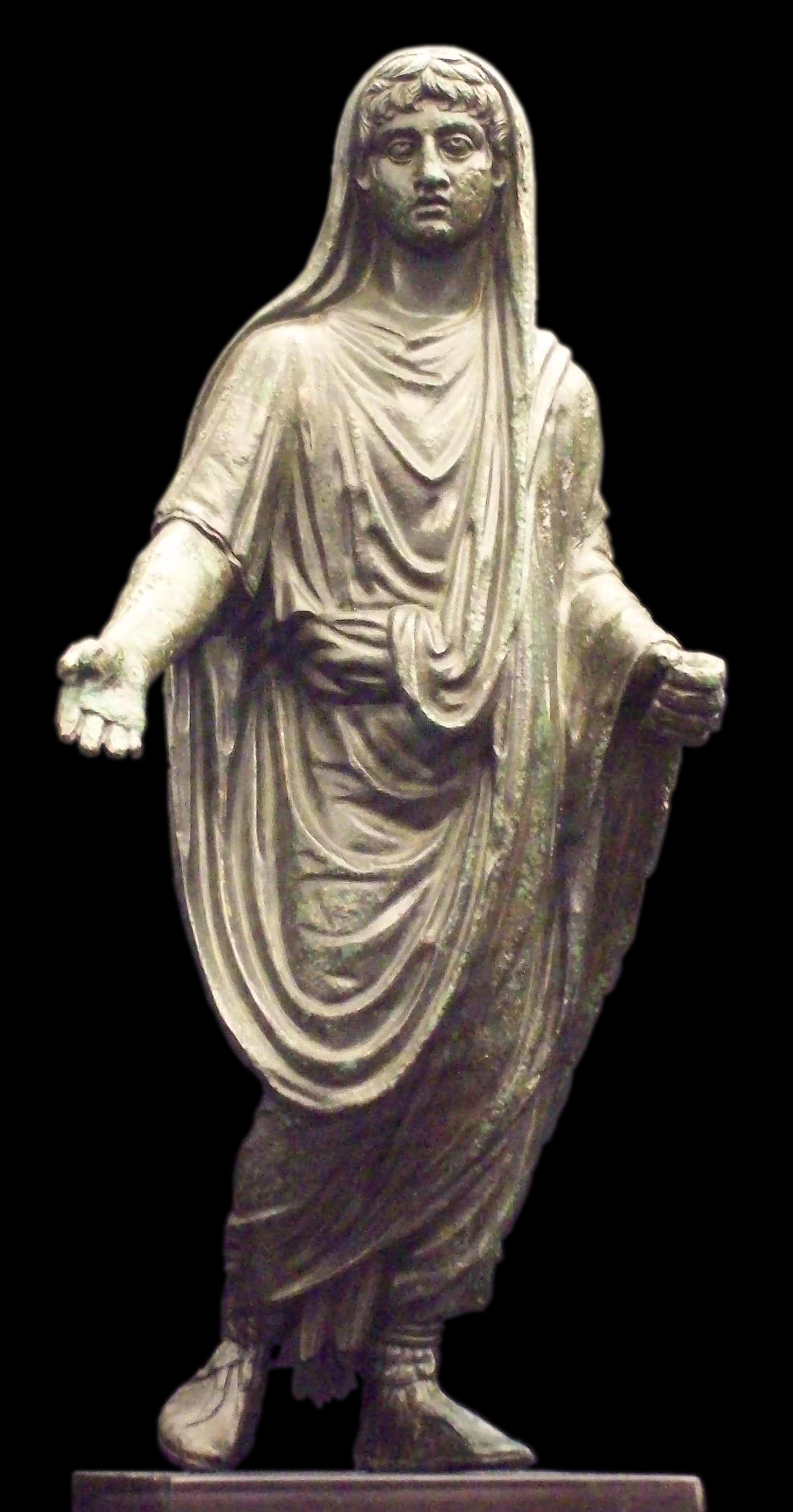
Genius (1e eeuw, M.A.N., Madrid)

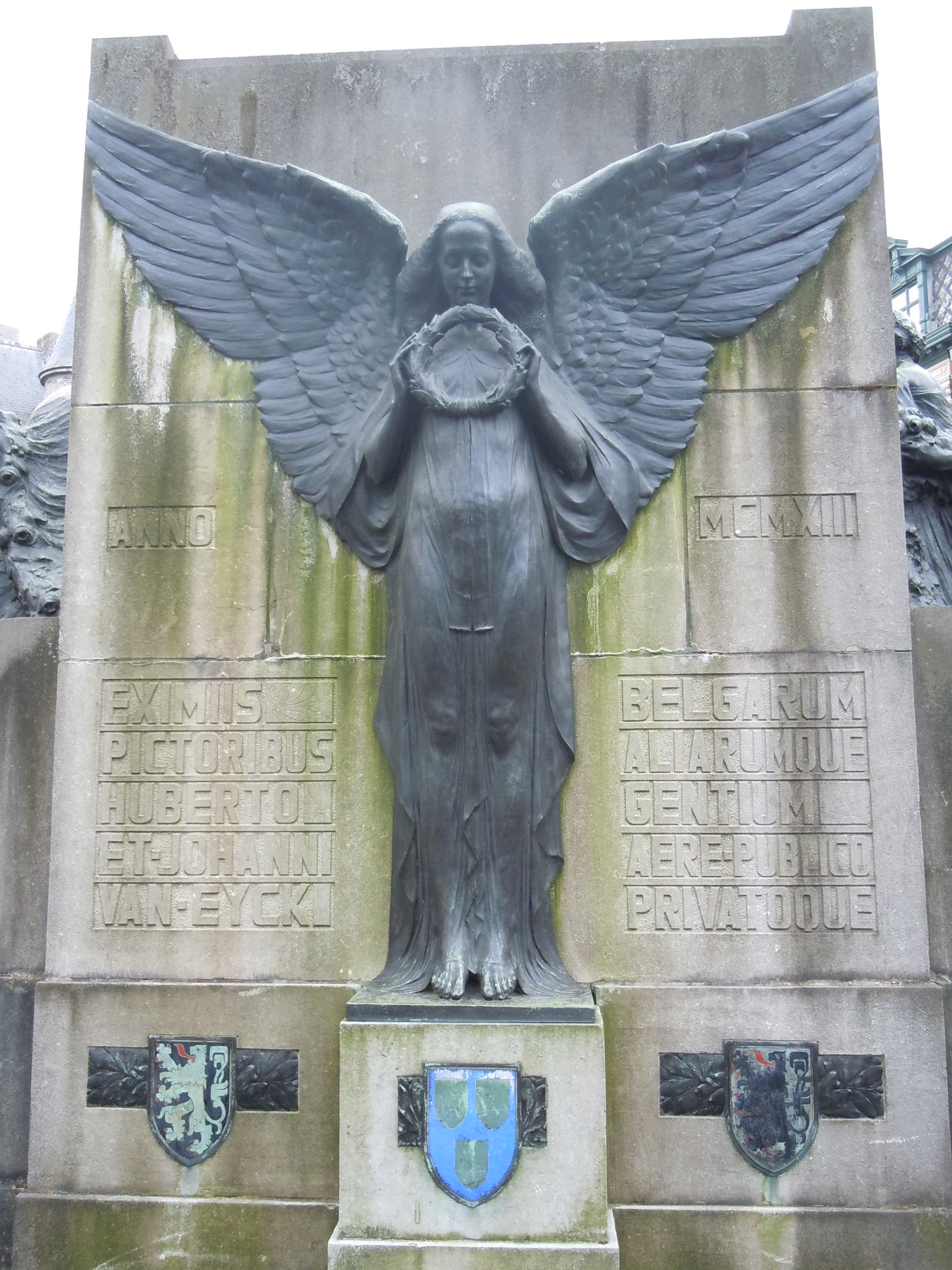
Gent - Monument ter ere van de gebroeders Van Eyck - achterzijde: Genius van de schilderkunst - Beeldhouwer: Geo Verbanck

Genius (Latijn voor 'voortbrenger') was een onzichtbare beschermgeest, een hoger wezen, die al het geschapene behoedde en bewaakte, maar voornamelijk zijn invloed deed gelden op het doen en laten van de mens. Het schijnt zelfs, dat men de genius van iedere mens beschouwde als de oorzaak van zijn geboorte. Het geloof aan onzichtbare geesten, die de mens in lief en leed begeleiden van de wieg tot aan het graf, heeft zich bij geen volk sterker ontwikkeld dan bij de Romeinen. Vandaar, dat men aan ieder mens een genius toeschreef.
Ieder mens, althans iedere man had zijn eigen genius. Vrouwen hadden in dezelfde zin haar iuno. Geen enkel ogenblik van zijn leven was de mens van zijn genius gescheiden. Doorgaans beschouwde men de genius als een vriendelijke, welwillende, "goede" geest, hoewel somtijds, althans in latere tijd, aan iedere mens twee genii, een goede en een kwade werden toegeschreven, of ook wel dezelfde genius geacht werd die beide hoedanigheden in zich te verenigen. Aan de ingeving van de genius voldeed men, wanneer men zijn leven in volle mate genoot; men verkortte hem in zijn rechten, wanneer men zich geoorloofde genoegens ontzegde. Het spreekt vanzelf, dat een dergelijke leer enigermate gevaarlijk was en te veel verontschuldigingen aanbood voor het toegeven aan zinnelijke neigingen, maar aan de anderen kant strekte zij toch ook om zingenot te reinigen en als het ware te heiligen. Men vereerde de genii deels door algemene feesten, deels deed ieder dit voor zichzelf op zijn geboortedag. De pater familias plaatste het beeld van zijn genius in zijn Lararium naast dat van de Lar van zijn geslacht. Hij bracht hem spijs-, drank- en reukoffers, en wanneer hij meende de ingeving van zijn genius te horen, dan handelde hij daarnaar en gaf daardoor aan deze meer invloed op zijn leven dan aan de andere goden, wier werkkring zich over een veel uitgebreidere kring uitstrekte, terwijl de genius van iedere mens op hem alleen acht gaf. Stierf iemand, dan hield ook zijn genius tegelijk met hem op te bestaan.
Maar er waren ook genii, die niet slechts op het leven van één enkele mens betrekking hadden, genii van de landbouw, van de jacht, van bepaalde streken of plaatsen, ja zelfs genii van de goden. Deze laatste laten zich aldus verklaren, dat de Romeinen, juist geheel anders dan de Grieken, aan hun goden zo weinig mogelijk een persoonlijk leven trachten te geven, maar er naar streefden zich hen als zuivere begrippen voor te stellen. Die begrippen nu, die abstractiën, die aan de personen van hun goden ten grondslag lagen, noemden zij de genii van de goden.
De Romeinen waren ook gewoon bij hun genius te zweren. "Bij mijn genius!" of ook wel "bij de Penates!" zei men in de zin van: "bij al wat mij dierbaar is." De vrouwen zwoeren in dezelfden zin bij hun iuno. Slaven zwoeren bij de genius van hun heer, en later al de inwoners van het Romeins rijk bij de genius van de keizer in de keizertijd.
Gewoonlijk werden de genii afgebeeld als schone knapen of jongelingen, van vleugels voorzien. De genii van steden en plaatsen werden dikwijls onder de gedaante van slangen voorgesteld.